# Shuji Nakamura
Shuji Nakamura, japanska: 中村 修二 Nakamura Shūji, född 22 maj 1954 i Ikata i prefekturen Ehime, är en japansk-amerikansk fysiker. Han är doktor i materialfysik och sedan 1999 professor vid University of California, Santa Barbara. Mest känd är han för att ha utvecklat och beskrivit fysiken bakom den praktiskt användbara blå lysdioden. Tillsammans med Isamu Akasaki och Hiroshi Amano tilldelades han 2014 Nobelpriset i fysik för "uppfinningen av effektiva blå lysdioder vilka möjliggjort ljusstarka och energisnåla vita ljuskällor".
Blå lysdioder kan, tack vare kortare våglängd, användas för att öka kapaciteten hos optiskt avlästa datalagringsmedia och, tillsammans med röda och gröna lysdioder, för att bilda ljuskällor av valfri färg.
Shuji Nakamuras kolleger gav honom en gång smeknamnet Slaven sedan de fått veta att han för uppfinningen av den blå lysdioden belönats av arbetsgivaren med endast 20 000 yen (cirka 1 400 kr). På senare tid har dock juridiska uppgörelser ägt rum, och han tilldelades 2004 en ersättning på 20 miljarder yen (cirka 1,4 miljarder kr). Efter överklagan från arbetsgivaren fastlades ersättningen 2005 till 840 miljoner yen (cirka 57 miljoner kr).
Nakamura tilldelades 2015 Global Energy Prize för att ha möjliggjort uppfunnit, utvecklat och kommersiellt tillämpat det vita LED-ljuset.